# Ammonossidazione
Con il termine ammonossidazione si intende un processo industriale di ossidazione in cui una miscela gassosa di un idrocarburo, ammoniaca e ossigeno in presenza di un catalizzatore in fase eterogenea reagisce per dare come prodotto principale un nitrile. La reazione necessita di pressioni di poco superiori a quella atmosferica e temperature intorno ai 500 °C. Il principale prodotto secondario ottenuto nella reazione è l'acido cianidrico.
L'ammonossidazione è principalmente utilizzata per la preparazione industriale di acrilonitrile.
L'idrocarburo di partenza adoperato per ottenere l'acrilonitrile è il propilene, i catalizzatori utilizzati sono ossidi misti di molibdeno e bismuto drogati con ossidi di ferro e cobalto. Questa reazione è stata messa a punto dallo Sohio oggi assorbita dalla BP, che ne detiene il brevetto, ed è appunto noto come processo Sohio.
2 CH2=CHCH3 + 2 NH3 + 3 O2 → 2 CH2=CHCN + 6 H2O
Attualmente sono in fase di sviluppo nuove reazioni industriali di ammonossidazione per la preparazione dell'acrilonitrile a partire dal propano, che sfruttano molti tipi di catalizzatori, sempre metallici, in grado di operare una deidrogenazione sul propano e in seguito l'ammonossidazione allilica sul prodotto ossidato ottenuto.